# 히라이 쇼키
히라이 쇼키(일본어: 平井 将生, 1987년 12월 4일 ~ )는 일본의 전 축구 선수이다. 현역 시절 포지션은 공격수였다.

## 클럽 경력
중학교 시절 도쿠시마를 떠나 감바 오사카에 입단하였다. 유소년 3년차에 십자 인대 부상을 당하기도 하였지만, 팀은 히라이 쇼키의 재능을 믿으며 성인 계약을 맺었다.
프로 2년차이던 2007년에는 두꺼운 공격진 때문에 출장 기회를 잡지 못하였고, 2008년 첫 출장하여 7월 2일 나비스코컵에서 요코하마 F. 마리노스를 상대로 첫 득점을 올렸다. 이후 2009년 5년 장기 계약을 맺었다.
2010 시즌에는 개막전에 출전한 이후, 꾸준히 출전하며 득점왕 경쟁을 벌이고 있다.

## 기록

### 클럽
2010년 8월 12일 기준
| 클럽        | 시즌 | 리그 | 리그 | 국내 컵 | 국내 컵 | 리그 컵 | 리그 컵 | 대륙 대회 | 대륙 대회 | 통산 | 통산 |
| 클럽        | 시즌 | 출장 | 득점 | 출장    | 득점    | 출장    | 득점    | 출장      | 득점      | 출장 | 득점 |
| ----------- | ---- | ---- | ---- | ------- | ------- | ------- | ------- | --------- | --------- | ---- | ---- |
| 감바 오사카 | 2006 | 0    | 0    | 1       | 0       | 0       | 0       | 0         | 0         | 1    | 0    |
| 감바 오사카 | 2007 | 0    | 0    | 0       | 0       | 0       | 0       | -         | -         | 0    | 0    |
| 감바 오사카 | 2008 | 8    | 0    | 1       | 0       | 1       | 1       | 1         | 0         | 11   | 1    |
| 감바 오사카 | 2009 | 1    | 0    | 0       | 0       | 0       | 0       | 1         | 0         | 2    | 0    |
| 감바 오사카 | 2010 | 15   | 10   |         |         |         |         | 4         | 4         | 19   | 14   |
| 통산        | 통산 | 24   | 10   | 2       | 0       | 1       | 1       | 6         | 4         | 33   | 15   |

## 수상

### 클럽

#### 감바 오사카
- AFC 챔피언스리그 : 2008
- 팬퍼시픽 챔피언십 : 2008
- 천황배 전일본 축구 선수권 대회 : 2008, 2009
- J리그 컵 : 2007
- J리그 슈퍼컵 : 2007